# Rachel Lowe (artista)
Rachel Lowe (nascida em 1968) é uma artista e cineasta britânica.

## Infância e educação
Lowe nasceu em Newcastle upon Tyne e estudou no Camberwell College of Arts de 1987 a 1990 e na Chelsea School of Art de 1992 a 1993.

## Carreira
O seu trabalho encontra-se incluído nas colecções do Tate Museum de Londres e do British Council.